# Вінстон (Монтана)
Вінстон (англ. Winston) — переписна місцевість (CDP) в США, в окрузі Бродвотер штату Монтана. Населення — 169 осіб (2020).

## Географія
Вінстон розташований за координатами 46°28′6″ пн. ш. 111°39′55″ зх. д. / 46.46833° пн. ш. 111.66528° зх. д. (46.468431, -111.665223).  За даними Бюро перепису населення США в 2010 році переписна місцевість мала площу 13,52 км², уся площа — суходіл.

## Демографія
Згідно з переписом 2010 року, у переписній місцевості мешкало 147 осіб у 56 домогосподарствах у складі 39 родин. Густота населення становила 11 особа/км².  Було 60 помешкань (4/км²).
Расовий склад населення:
| - 91,2 % — білих - 6,8 % — корінних американців |

До двох чи більше рас належало 2,0 %. Частка іспаномовних становила 0,0 % від усіх жителів.
За віковим діапазоном населення розподілялося таким чином: 23,8 % — особи молодші 18 років, 68,0 % — особи у віці 18—64 років, 8,2 % — особи у віці 65 років та старші. Медіана віку мешканця становила 39,5 року. На 100 осіб жіночої статі у переписній місцевості припадало 133,3 чоловіків;  на 100 жінок у віці від 18 років та старших — 128,6 чоловіків також старших 18 років.
Цивільне працевлаштоване населення становило 0 осіб. 